# Лангер, Уильям
Уильям «Дикий Билл» Лангер (англ. William «Wild Bill» Langer; 30 сентября 1886, Касселтон, Территория Дакота — 8 ноября 1959, Вашингтон) — американский юрист и политик, выпускник Университета Северной Дакоты; генеральный прокурор Северной Дакоты (1916—1920); 17-й и 21-й губернатор Северной Дакоты с 1932 по 1934, а затем снова — с 1937 по 1939 год. Лангер был отстранён от должности Верховным судом Северной Дакоты 17 июля 1934 года в результате скандального процесса, отмененного апелляционным судом в 1935 году.

## Работы
- The Nonpartisan league; its birth, activities and leaders (1920)
- Hungarian refugee resettlement in Latin America : a report (1957)